# Parasphaerichthys
Parasphaerichthys – rodzaj słodkowodnych ryb okoniokształtnych, zaliczany do błędnikowców.

## Klasyfikacja
Gatunki zaliczane do tego rodzaju:
- Parasphaerichthys lineatus
- Parasphaerichthys ocellatus